# Ambanjabe
Ambanjabe is een plaats en commune in het noorden van Madagaskar, behorend tot het district Boriziny, dat gelegen is in de regio Sofia. Tijdens een volkstelling in 2001 telde de plaats 7.910 inwoners.
De plaats biedt enkel lager onderwijs aan. 60 % van de bevolking werkt als landbouwer en 30 % houdt zich bezig met veeteelt. Het belangrijkste landbouwproduct is erwten; andere belangrijke producten zijn katoen en rijst. Verder is 10% actief in de dienstensector.